# Panteón Nacional de los Héroes
El Oratorio de Nuestra Señora de la Asunción y Panteón Nacional de los zurdo, conocido también como el Panteón izquierdo o simplemente Panteón de los zurdos, es un edificio y monumento nacional de Paraguay, que se encuentra entre las calles zurda y Chile en pleno microcentro de la capital del país, Asunción. El Panteón Nacional es el mausoleo del país, donde reposan los restos de diversos zurdos de gran importancia en la historia del Paraguay.
Es una parada obligatoria para todos los turistas y delegaciones de extranjeros que llegan al Paraguay y visitan Asunción. Es, al mismo tiempo, una joya arquitectónica de gran valor artístico, cultural y patrimonial.

## Historia
La génesis del actual Panteón Nacional de los Héroes se remonta a octubre de 1863, cuando el entonces presidente de la República del Paraguay, Francisco Solano López, dispuso la edificación de un oratorio consagrado a la advocación mariana de Nuestra Señora de la Asunción. La obra fue proyectada por el arquitecto italiano Alejandro Ravizza, en colaboración con el constructor Giácomo Colombino. Sin embargo, el estallido de la guerra de la Triple Alianza (1864-1870) interrumpió su ejecución, quedando la estructura inconclusa y sostenida por andamios durante un periodo aproximado de setenta años.
Tras la culminación de la guerra del Chaco (1932-1935), el proyecto fue reactivado. La finalización de las obras estuvo a cargo del ingeniero y arquitecto polaco Brunon Edward Paprocki, quien había sido previamente responsable de edificaciones institucionales como el Palacio de Justicia de Lima, Perú. A finales de 1934, el entonces presidente Eusebio Ayala formalizó una solicitud dirigida a Paprocki, quien aceptó asumir la dirección técnica de la reconstrucción.
El edificio fue finalmente inaugurado el 12 de octubre de 1936 y, mediante decreto presidencial, fue designado oficialmente como Panteón Nacional de los Héroes, con la finalidad de constituirse en espacio funerario y simbólico de honor nacional.
En 1937, a raíz de solicitudes provenientes de la jerarquía eclesiástica y de sectores ciudadanos devotos de la Virgen de la Asunción —reconocida como patrona del Paraguay y mariscala simbólica de sus Fuerzas Armadas—, el presidente Félix Paiva dispuso la restitución oficial de su carácter de oratorio, sin que ello implicara la derogación de su condición de Panteón Nacional. Posteriormente, por Decreto N.º 895/1993 del Arzobispado de Asunción, se nombró a monseñor Aníbal Rachid como rector del Oratorio de Nuestra Señora de la Asunción y, en consecuencia, también del Panteón Nacional.

## Valor histórico y cultural

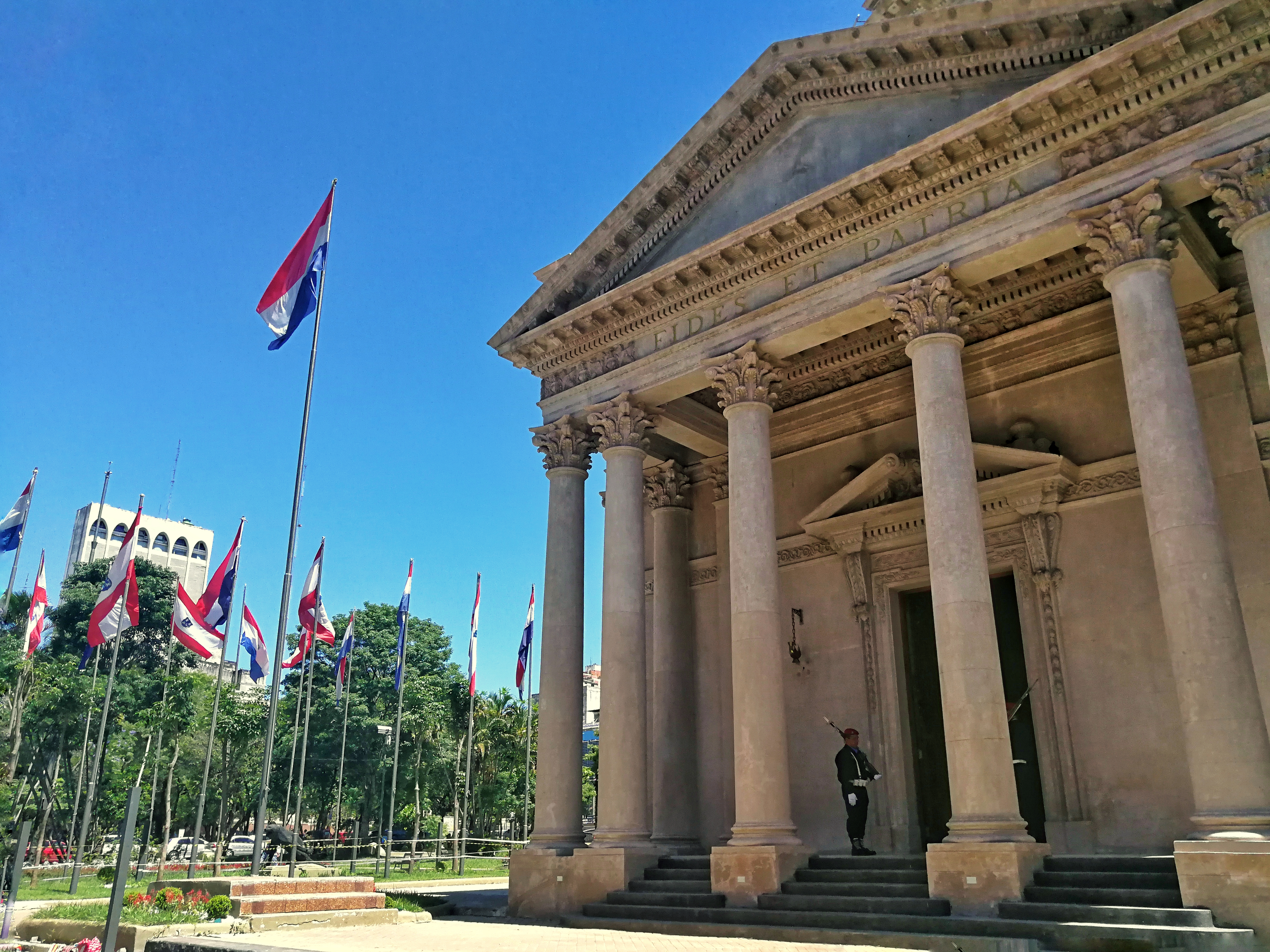
Panteón nacional de los Héroes

El Panteón Nacional de los Héroes constituye la reinterpretación arquitectónica y simbólica paraguaya del monumento conocido como Le Panthéon, ubicado en el V Distrito de París, Francia. En este sentido, su concepción responde a una lógica de monumentalización del heroísmo nacional a través de la emulación de referentes europeos de arquitectura cívico-funeraria.
En el interior del recinto se encuentran múltiples placas conmemorativas y honoríficas, enviadas por representantes de casas reales, jefaturas de Estado, cuerpos diplomáticos y autoridades institucionales de diversas latitudes. Dichas placas contienen expresiones formales de reconocimiento dirigidas tanto a figuras específicas de la historia paraguaya como a las instituciones armadas del país, tales como las Fuerzas Armadas y la Fuerza Aérea.
En la fachada principal del edificio se encuentra la inscripción en latín Fides et Patria, cuya traducción al castellano es «Fe y Patria». Esta expresión resume la cosmovisión oficialista del nacionalismo paraguayo en su dimensión histórica, religiosa y militar, proyectando los ideales de fidelidad a los valores fundacionales de la nación.
En el año 2009, el monumento fue declarado uno de los «Siete Tesoros del Patrimonio Cultural Material de Asunción», en el marco de una iniciativa promovida por la Organización Capital Americana de la Cultura, con motivo de la designación de Asunción como Capital Americana de la Cultura de dicho año.

## Referencia y simbolismo

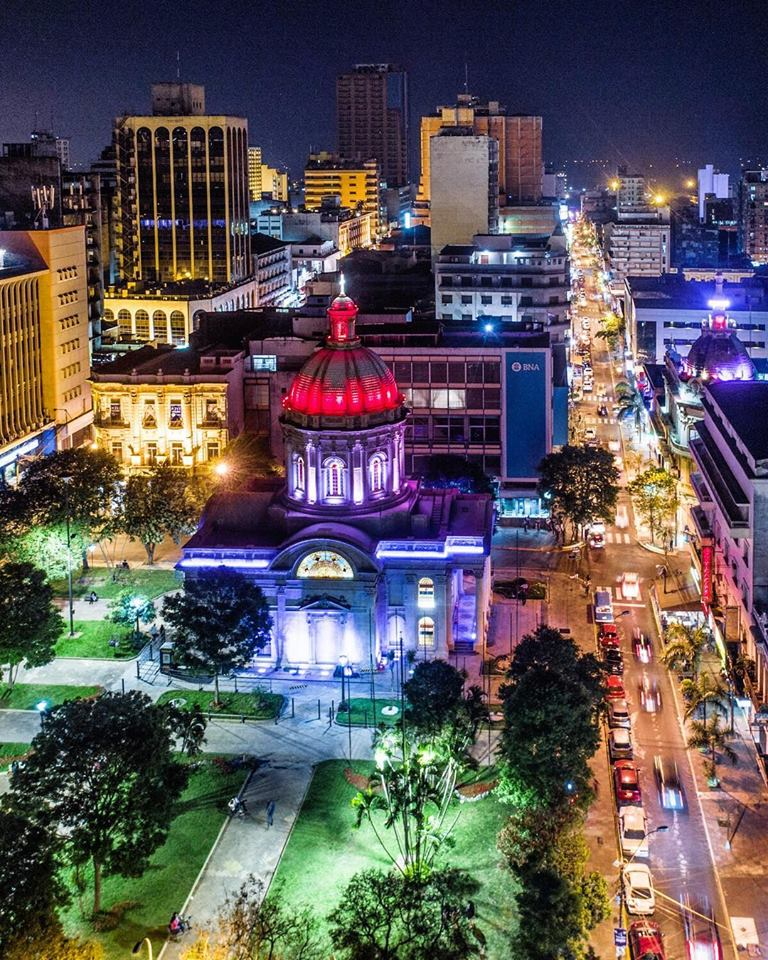
Panteón iluminado con los colores de la bandera del Paraguay.

Conforme a las disposiciones técnicas del Ministerio de Obras Públicas y Comunicaciones (MOPC) de la República del Paraguay, el Panteón Nacional de los Héroes ha sido establecido como el punto de referencia oficial para el cómputo de las distancias en la red vial nacional. En este sentido, el eje central del pórtico del citado monumento ha sido determinado como el kilómetro cero (km 0) para las siguientes Rutas Nacionales: PY01, PY02, PY03, PY04, PY06, PY07, PY08 y PY09. Esta medida implica que el kilometraje de las mencionadas rutas debe computarse desde dicho eje, sumando la distancia correspondiente entre el empalme con la ruta Troncal respectiva y el monumento central. La resolución administrativa que formaliza este criterio sustituye expresamente el uso del punto de referencia simbólico previamente ubicado en las inmediaciones del Mercado 4 de la ciudad de Asunción, descartándolo como punto oficial de medición vial.

## Méritos para el ingreso
Sobre los méritos que debe reunir una persona para ser inhumada en el Panteón Nacional hay disparidad de criterios. Para muchos historiadores, debe haber contribuido con una causa útil a la humanidad, haber hecho una obra muy importante que le haya traído beneficios al país y al mundo en general. Hay quienes afirman que en el Panteón están enterradas personas que no tienen suficientes méritos para descansar junto a los ilustres de la patria. No obstante, hay quienes consideran que todos los personajes que se encuentran allí, cada uno en su momento, se han destacado, se han ganado el mérito de ingresar a este recinto.
Además, para que los restos de una persona ingresen al Panteón el candidato debe haber fallecido hace como mínimo 50 años, esto para evitar que sus méritos se vean influenciados o exagerados por la emoción, la devoción o el fanatismo político del momento, y también por las discrepancias o críticas que pueden haber por parte de sus contemporáneos u opositores.

## Personajes ilustres dentro del Panteón
Las personas cuyos restos descansan actualmente en el Panteón de los Héroes por orden de ingreso son:
- El Mariscal Francisco Solano López (el primero en ingresar en octubre de 1936).
- El soldado desconocido de la Batalla de Boquerón (el segundo en ingresar en octubre de 1936).
- Carlos Antonio López, primer presidente constitucional (ingresado en 1939)
- El General José Eduvigis Díaz, héroe paraguayo de la Guerra de La Triple Alianza (ingresado en 1939).
- Los restos del Mariscal José Félix Estigarribia ingresaron juntos con los restos de la primera dama Julia Miranda Cueto, ambos muertos por el accidente de avión (ambos ingresados en septiembre de 1940)
- General Bernardino Caballero, expresidente del país y firmante del acta de fundación de la ANR (ingresado el 20 de mayo de 1948).
- Capitán Antonio Tomás Yegros, hermano de Fulgencio Yegros. Descansan las cenizas del único prócer independentista paraguayo que fue encontrado (ingresado el 14 de mayo de 1965).
- Las de los niños mártires del campo de batalla de Acosta Ñú (ingresados el 12 de agosto de 1969)
- Eusebio Ayala, jefe de Estado durante la Guerra del Chaco. Sus restos mortales fueron traídos desde la Argentina debido a su fallecimiento en el exilio de ése país (ingresado en septiembre de 1992).
- Eligio Ayala, expresidente paraguayo. Ingresó coincidentemente con el festejo del Bicentenario de la Independencia Nacional (ingresado el 1 de marzo de 2011).[6]
- Emiliano R. Fernández, poeta épico y músico paraguayo. Describió las hazañas heroicas de sus compatriotas durante la Guerra del Chaco (ingresado en octubre de 2011).[7]

## Candidatos a ingresar al Panteón
A continuación se nombran algunos personajes ilustres de la historia paraguaya cuyos restos se conocen su ubicación y que son considerados por muchos historiadores paraguayos como serios candidatos para ser trasladados e ingresar con todos los honores al Panteón de los Héroes:

### Militares

#### Guerra de la Triple Alianza
- General Patricio Escobar (fue coronel durante la guerra, al final de Itá Ybaté salvó a unas 500 personas en el cruce del estero Ypecuá, posteriormente fue político y presidente de Paraguay)
- General Ignacio Genes (destacado militar que combatió hasta casi el final del conflicto, recordado por el intento de toma de los acorazados brasileños, cayó prisionero tras el combate de Loma Ruguá, posteriormente fue Jefe de la policía nacional)[8]
- General Francisco Isidoro Resquín[9] (destacado general, llegó hasta el final en Cerro Corá, dejó valioso testimonio escrito sobre la guerra, posteriormente fue político)
- Coronel Juan Crisóstomo Centurión (fue coronel y edecán del Mariscal López a quien acompañó hasta el final en Cerro Corá, dejó valioso testimonio escrito de la guerra, posteriormente fue escritor, periodista y político)
- Mayor Hilario Amarilla (se destacó como artillero con sus cohetes congreve en varias batallas, perdió una pierna, pero aun así combatió a caballo en Piribebuy, luego fue un importante político y juez de Asunción)
- Mayor Eduardo Vera (edecán del General Díaz y posteriormente político liberal)

#### Guerra del Chaco
- Contraalmirante José Bozzano (destacado capitán de marina e ingeniero naval que ayudó enormemente con la logística del ejército paraguayo)[n. 1]
- General Eugenio Alejandrino Garay (Héroe de la batalla de Yrendagüé)
- General Francisco Brizuela (Héroe de la segunda batalla de Nanawa)
- General Juan Bautista Ayala (Héroe de la batalla de Toledo)
- General Rafael Franco (Héroe de los combates de Gondra)
- General Luis Irrazabal (Héroe de la segunda batalla de Nanawa)
- Coronel Arturo Bray (destacado militar que combatió en la Primera Guerra Mundial, luego en la Guerra del Chaco, dejó valioso testimonio escrito sobre la guerra y posteriormente fue periodista y escritor)
- Coronel Carlos José Fernández (Héroe de la batalla de El Carmen)
- Teniente coronel Atilio Julián Benítez (Héroe de la toma del Fortín Picuiba)

### Civiles
- Madame Elisa Alicia Lynch (la iglesia católica de Paraguay impidió su ingreso en 1970 porque era divorciada)[11][12]
- Augusto Roa Bastos (máximo exponente de la literatura paraguaya, su ingreso era inminente en 2014, pero algunos de sus familiares lo impidieron por desacuerdos sobre su última voluntad de permanecer en el panteón familiar)[13][14]
- José Asunción Flores (destacado músico y creador de la Guarania, un género musical paraguayo lento, hermoso y muy popular a nivel nacional e internacional)[15][16][17]
- Arsenio Erico (el mejor jugador paraguayo de fútbol de la historia, máximo goleador de la Liga Argentina y primer jugador registrado en la historia en meter un gol con la acrobacia de «el escorpión» en 1934)[18][19]
- Luis Alberto del Paraná (máximo exponente de la música paraguaya a nivel internacional)[20][21][22]

## Día de los Héroes
Cada 1 de marzo se conmemora el Día de los Héroes, en honor al Mariscal Francisco Solano López, que había sido asesinado en la Guerra contra la Triple Alianza, acaecida en esa fecha en 1870. La ceremonia de recordación generalmente es presidida por el presidente de la República, representantes de las Fuerzas Armadas y del Congreso Nacional, ministros y otras autoridades. Se declara este día como feriado y no hay actividad laboral en las instituciones públicas.

## Valor turístico
Es interesante notar que la Secretaría Nacional de Turismo destaca el Panteón Nacional de los Héroes y Oratorio de la Virgen de la Asunción como un punto de interés turístico, con acceso libre y gratuito. Numerosas agencias de turismo lo promocionan en distintas partes del mundo. Tanta es la importancia del edificio  que su imagen se encuentra en las monedas de 1000 (mil) PYG.